# Kama (filosofie)
Kama (Sanskriet en Pali: kāma) is in de oosterse, met name Indiase, filosofie het bevredigen van sensuele begeerte. Het wordt gezien als een van de vier levensdoelen, de purushartha's). Kama is het doel van ervaring met de eerste vijf van de zes zintuigen - het lichaam, de tong, de neus, de oren en de ogen. Het verwijst naar het willen ervaren van sensueel plezierige of aangename gevoelens door (ten minste) een van deze vijf zintuigen.
Voor begeerte in het algemeen wordt het woord tanha gebruikt. Dit verwijst naar alle soorten begeerte, gericht op alle zes de zintuigen. Ook het woord chanda wordt wel gebruikt in verband met begeerte. Tanha kan gericht zijn op ethisch goede of slechte acties of omstandigheden. In het boeddhisme wordt aan tanha een negatieve rol toegeschreven. Volgens een van de Vier Edele Waarheden is tanha de oorzaak voor het lijden.
Het woord komt in een aantal verbindingen voor. Voorbeelden van woordverbindingen van kama met andere woorden in het Sanskriet zijn:
- Kama-loka (begeerte-wereld of begeerte-niveau), de sfeer der geneugten, een verzameling van werelden waarin wezens wedergeboren kunnen worden. Voorbeelden zijn de hellen, de dieren- en mensenwereld en diverse lagere hemelen. Deze werelden behoren tot de kama-loka, omdat het leven daar gekenmerkt wordt door de kwaliteit van het ervaren sensueel bestaan. Hellen zijn sensueel onplezierig of pijnlijk; hemels zijn (erg) aangenaam en de mensenwereld is een mix van zowel pijnlijke als aangename elementen.
- Kamasoetra, een samenstelling met het woord soetra dat toespraak of argument betekent. De Kamasutra geeft informatie over de begeerte die gericht is op de zinnelijke liefde. De Kamasutra is geen onderdeel van het boeddhisme.
- Kama-rupa (begeerte-lichaam), volgens de Theosofen ontleend aan het Mahayana-boeddhisme zijnde de vierde emanatie (1. Atman - 2. Bhuddhi - 3. Manas- 4. Kama), waaruit verder emaneert: 5. Prana- en vervolgens de 6. ruimte-tijd-vorm en daarna het 7. grof-stoffelijke. Na de dood van een mens kan het Kama-rupa als spook achterblijven. Als men dat niet wil kan men tijdens het leven beter de begeerte op wijsheid richten dan de begeerte richten op de gehechtheid aan het zinnelijke en stoffelijke.